# Louis Mathoux
Louis Mathoux, né à Nivelles (Belgique) le 16 novembre 1970, est un écrivain, un poète et un journaliste belge de langue française.

## Biographie
Louis Mathoux obtient en 1994 un master en histoire à l’université catholique de Louvain. Son mémoire portant sur le conflit israélo-arabe recevra une récompense du gouvernement de la Communauté française de Belgique. Toujours à l’U.C.L., il décroche en 1995 un diplôme de 3e cycle universitaire en communication (orientation journalisme), et sort premier de sa promotion. Il effectue ensuite une spécialisation en politique internationale (K.U.L., 1996).
Il entre comme journaliste à l’hebdomadaire Dimanche en 1997. 
En 1999, il est laurat du prix de la francophonie de la nouvelle.
Son livre d’entretiens avec Mgr Léonard, évêque de Namur puis archevêque de Malines-Bruxelles, paraît en 2006. La publication de la traduction en néerlandais de cet ouvrage en 2010 provoque, en Belgique et à l'étranger, une tempête politico-médiatique due à certains propos controversés du prélat interviewé,.
Il collabore également à d’autres organes de presse, notamment Echo-Magazine (Genève) et La Croix (Paris).
De 2006 à 2011, il est secrétaire général de l’ASBL littéraire Scriptores christiani, après en avoir été administrateur en 2003 et 2004.
Il publie en 2011 Justine Henin en 26 lettres, une biographie non autorisée de la championne belge de tennis Justine Henin, un livre « souvent à décharge », dont les 26 lettres qui le composent sont « autant de flèches décochées » contre le monstre sacré. 
En 2013, il publie un essai historique critique sur les apparitions, réelles ou supposées, de la Vierge Marie dans le monde. « Armé d'une double approche critique d'historien et de journaliste », il passe en revue une vingtaine de ces lieux mariaux,.
Parallèlement à ses activités de journaliste et d’essayiste, Louis Mathoux a publié de 1998 à 2010 six recueils de poésie versifiée puis de prose poétique,, dont trois ont été encouragés par l’Académie royale de langue et de littérature françaises de Belgique.
Il est le seul écrivain à avoir été sélectionné à deux reprises (en 2009 et en 2013) pour participer à la résidence littéraire internationale du Pont d’Oye (Belgique).
Il collabore aux revues littéraires Le Non-Dit, Reflets Wallonie-Bruxelles et Le Spantole.

## Publications

### Livres
- Maelström, Bruxelles/Namur, Éd. de l'Acanthe, 1998 (préface de Jean Dumortier)
- La Nuit cannibale, Aguessac, Clapàs, 2001 (préface de Marcel Hennart)
- Croire au feu, Amay, L'Arbre à paroles, 2002
- Gisement de cri, Bruxelles, Memor, 2005
- Le Rire des succubes, Amay, L'Arbre à paroles, 2006
- Monseigneur Léonard - Entretiens avec Louis Mathoux, Wavre, Mols ; Paris, Parole et Silence, 2006 (traduit en néerlandais sous le titre Mgr. Léonard - Gesprekken, Tielt, Lanoo, 2010)[16].
- Le Livre des blasphèmes (photos d’Eléonore Wack), Bruxelles/Liège, Le Somnambule équivoque, 2010, 80 p. (compte rendu de Luc Norin sous le titre « Les fables de Louis Mathoux », sur lalibre.be, 28 juin 2010)
- Justine Henin en 26 lettres, Bruxelles/Liège, S comme Sport, 2011 (compte rendu sous le titre « 26 flèches en Vingt Cœurs », sur dhnet.be, 12 février 2011)
- Apparitions mariales : mythe ou réalité ?, Wavre, Mols, 2013 (compte rendu de Joseph Bodson sous le titre « Louis Mathoux, Apparitions mariales: mythe ou réalité ? », sur le site de l'Association royale des écrivains et artistes de Wallonie)

### Articles
- Obélix chez les Belges… éberlués. Louis Mathoux, journaliste belge, sur la-croix.com, 25 janvier 2013
- « Mgr Léonard, une Église désavouée », La Libre Belgique, 21 janvier 2014 [lire en ligne]